# Indonesia Open 1993
L'Indonesia Open 1993 è un torneo di tennis giocato sul cemento. È la 1ª edizione del torneo, che fa parte della categoria Tier IV nell'ambito del WTA Tour 1993. Si è giocato al Gelora Senayan Stadium di Giacarta in Indonesia, dal 26 aprile al 2 maggio 1993.

## Campionesse

### Singolare
Yayuk Basuki ha battuto in finale  Ann Grossman con il punteggio di 6–4, 6–4

### Doppio
Nicole Arendt /  Kristine Radford hanno battuto in finale  Amy de Lone /  Erika de Lone con il punteggio di 6–3, 6–4